# Hydropsyche nuristanica
Hydropsyche nuristanica är en nattsländeart som beskrevs av Schmid 1963. Hydropsyche nuristanica ingår i släktet Hydropsyche och familjen ryssjenattsländor. Inga underarter finns listade i Catalogue of Life.